# 월터 피츠

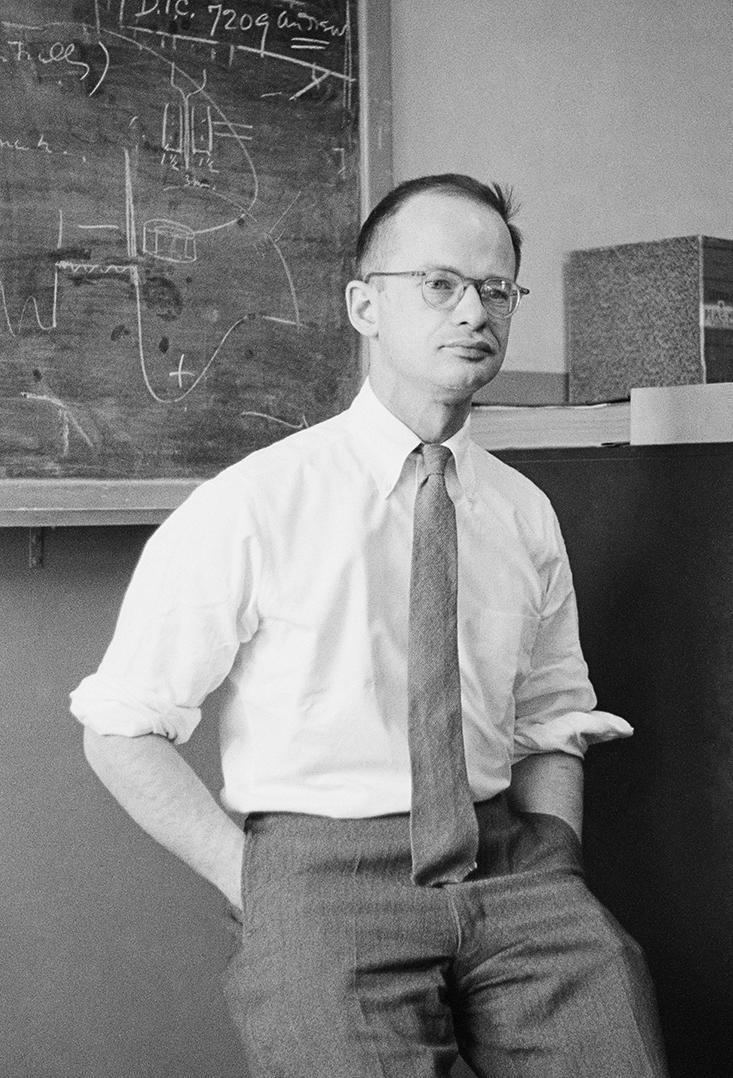

월터 피츠(Walter Pitts, 본명: 월터 해리 피츠 주니어, Walter Harry Pitts, Jr. 1923년 4월 23일 ~ 1969년 5월 14일)는 계산신경과학 분야에서 일한 미국의 논리학자였다. 인지 과학과 심리학, 철학, 신경 과학, 컴퓨터 과학, 인공 신경망, 사이버네틱스, 인공 지능과 같은 다양한 분야에 영향을 미친 신경 활동과 생성 과정에 대한 획기적인 이론적 공식화를 제안했으며, 생성 과학으로 알려지게 된 것도 포함했다. 워런 스터지스 맥컬록과 함께 신경 활동에 내재된 아이디어의 논리적 계산(1943)이라는 제목의 과학 역사에서 선구적인 논문을 쓴 것으로 가장 잘 기억된다. 이 논문은 신경망의 첫 번째 수학적 모델을 제안했다. 이 모델의 단위인 간단한 형식화된 뉴런은 여전히 신경망 분야의 기준이 된다. 이를 종종 맥컬록-피츠 뉴런이라고 한다. 그 논문 이전에 그는 "수학 생물물리학 게시판"에서 "단순 뉴런 회로에 대한 몇 가지 관찰"이라는 제목의 논문을 통해 튜링 기계를 만드는 기본 단계에 대한 자신의 아이디어를 공식화했다.